# Ministerstwo Sportu Federacji Rosyjskiej
Ministerstwo Sportu Federacji Rosyjskiej (ros. Министерство спорта Российской Федерации, Ministierstwo sporta Rossisjkoj Fiedieracjii) – federalny organ władzy wykonawczej w Federacji Rosyjskiej, odpowiedzialny za sporządzanie projektów z zakresu regulacji sprawności fizycznej i sportu oraz wprowadzanie ich w życie, kontrolowanie użycia dopingu, zarządzanie własnością publiczną związaną ze sprawnością fizyczną i sportem.